# Esclavage dans l'Empire ottoman

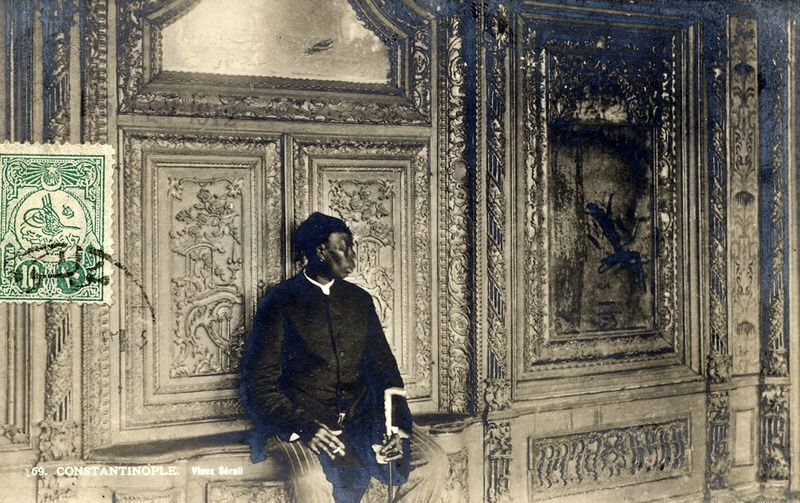
Carte postale représentant l’eunuque du sultan ottoman Abdülhamid II, au Palais impérial. Le Qizlar Agha était l’un des plus puissants et parfois des plus riches de l’Empire ottoman jusqu’en 1908. Servant comme chambellan du sultan auprès duquel il contrôlait l’accès, il supervisait le harem du sultan, les princes, les affaires financières du palais, les mosquées de la capitale et celles des villes saintes de la Mecque et de Médine (photographie de 1912).

L’esclavage dans l’Empire ottoman constitue une importante partie juridique de l’économie et de la société de l’Empire ottoman jusqu’à l’interdiction de l’esclavage des peuples du Caucase au début du XIXe siècle, bien que l’asservissement d’autres groupes soit resté autorisé.

## Synoptique

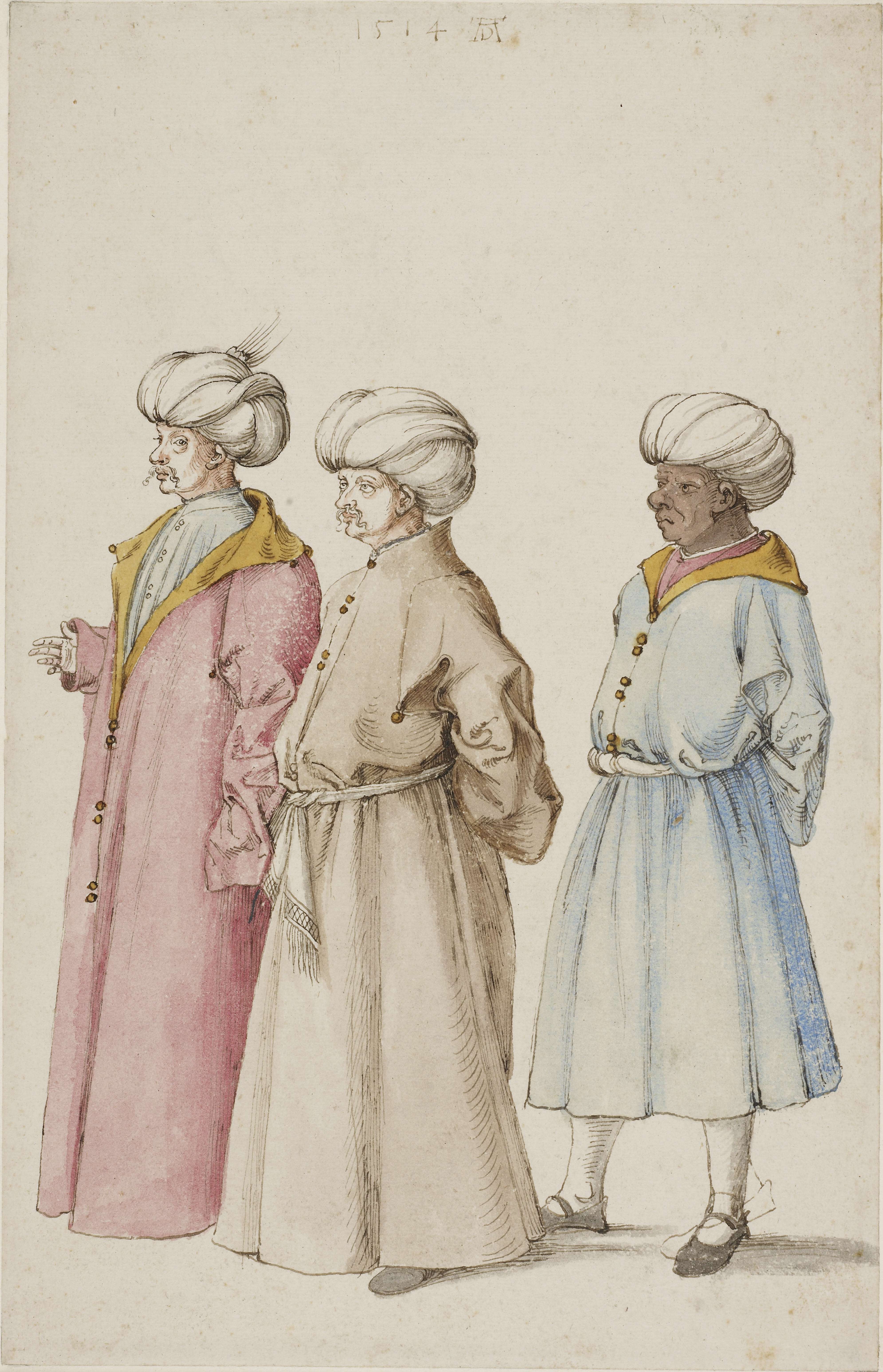
Deux Turcs de haut rang et leur esclave noir par Dürer (1514).

La société ottomane peut être qualifiée de « société esclavagiste ».
Entre 1360 et 1920, en moyenne 7 000 esclaves arrivaient dans l'Empire ottoman chaque année, soit environ quatre millions de personnes sur cette période. Si l'on considère que 80 % des quatre millions d'esclaves, hors ceux libérés par rançon, échange de prisonniers ou mukatabe (accord), étaient des jeunes femmes et des enfants, on peut mesurer l'importance du système esclavagiste dans la croissance démographique des Ottomans. En 1609, environ un cinquième de la population de Constantinople, le centre administratif et politique de l’Empire ottoman, était composée d’esclaves. Même après plusieurs mesures visant à interdire l’esclavage à la fin du XIXe siècle, la pratique a continué largement sans discontinuer jusqu’au début du XXe siècle. Pas plus tard qu’au début du XXe siècle, les femmes étaient encore vendues comme esclaves dans l’Empire ottoman,. L’esclavage sexuel a d'ailleurs constitué un élément central de l’esclavagisme durant toute l’histoire du système ottoman,.
« Les termes consacrés pour désigner les esclaves, tels que ‘abd, mamlûk, esîr, ghulâm et, pour les femmes, djâriye, restent usités, d’autres appellations seront également mises en avant : kul ou köle pour les hommes ; oglan pour les jeunes garçons. On trouvera encore un équivalent persan plus recherché : bende ».
Il était possible pour un membre de la classe ottomane d’esclaves, appelée « kul » en turc, d’obtenir un statut élevé. Les gardes (bachis) des harems et les janissaires sont parmi les postes les plus connus auxquels un esclave pouvait accéder. Une partie des esclaves étaient en fait souvent à l’avant-garde de la politique ottomane. Achetés comme esclaves, élevés affranchis, la majorité des fonctionnaires du gouvernement ottoman ont fait partie intégrante du succès de l’Empire ottoman du XIVe au XIXe siècle.
Beaucoup de fonctionnaires étaient propriétaires d’un grand nombre d’esclaves, et le sultan lui-même en possédait de loin la plus grande quantité. Les pages du sultan, destinés à devenir des administrateurs civils et militaires, étaient formés dans l'école du palais de Topkapı (Enderun-i Hümayun Mektebi, couramment appelée Enderûn, « intérieure») : ils y acquéraient une connaissance approfondies du gouvernement et une forte loyauté au sultan.

## Base juridique de l'esclavage
Selon la charia, on peut réduire en esclavage (Kölelik) les personnes achetées, en prenant comme esclaves les survivants de la guerre et en les distribuant comme butin de guerre à ceux qui participent au djihad, et en considérant les enfants de ces esclaves et captifs comme des esclaves ou des concubines (câriye),.  
En termes de transactions, les esclaves sont comparables à des biens : ils peuvent être achetés et vendus, offerts, loués ou partagés en propriété. Ce qu'ils gagnent appartient à leur maître. Ce dernier reçoit les compensations obtenues pour l'acte illicite commis à son encontre. En cas d'acte illicite commis à l'encontre d'autrui, le maître indemnise les dommages ou transfère l'esclave à la personne lésée.
Selon l'islam, un musulman peut avoir plusieurs concubines, autrement dit des esclaves femmes. Selon la loi islamique, une esclave ou une concubine peut être libérée à condition de payer un certain prix à son maître pour sa liberté. La libération d'une esclave ou d'une concubine moyennant le paiement d'une somme à son maître est appelée mukatebe, et cette question est partiellement détaillée dans le Coran au verset 33 de la sourate An-Nur.

## Début de l’esclavage ottoman

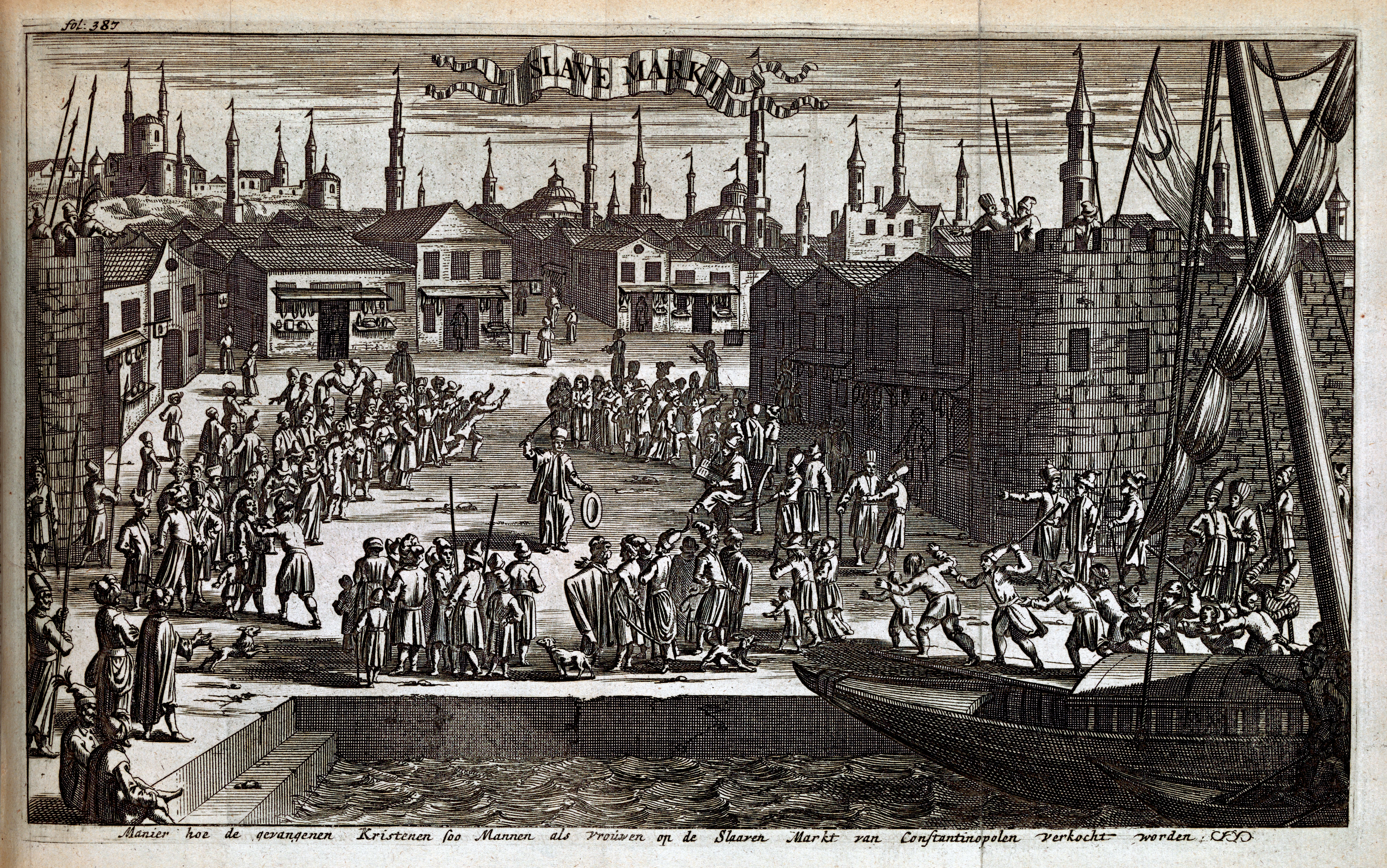
Marché aux esclaves de Constantinople, fondé vers 1460 par le sultan Mehmet II (gravure de 1684).

L'Empire ottoman a adopté des pratiques similaires à celles d'autres sociétés esclavagistes, notamment celles des États islamiques antérieurs, tels que les califats abassides (750-1258) d'al-Mu'tasim (796-842) et le sultanat mamelouk.
Au milieu du XIVe siècle, Mourad Ier a mis sur pied une armée d’esclaves, dénommée Kapıkulu. Cette nouvelle force armée était fondée sur le droit du sultan à un cinquième du butin de guerre, comprenant, selon lui, les soldats capturés au cours des batailles. Les esclaves captifs sont convertis à l’islam et formés au service de personnel du sultan. Le système du devchirmé (recrutement forcé de jeunes garçons) était également une forme d’esclavage dans la mesure où le sultan avait un pouvoir absolu sur les captifs à qui le statut de « kul » ou « esclave du sultan » procurait une position élevée dans la société ottomane. Tous les enfants capturés étaient bien rémunérés (mais pas leurs parents) et pouvaient devenir les plus hauts dirigeants de l’État et de l’élite militaire.
Les esclaves étaient vendus dans des marchés spéciaux appelés « Esir » ou « Yesir ». Le marché aux esclaves féminines est le (en)Avret Pazarları (signifiant « marchés privés » ), situé à Constantinople (Empire ottoman) / Istanbul (Turquie moderne) (voir infra). La création du premier marché d’esclaves à Constantinople, dans les années 1460, est due au sultan Mehmet II le Conquérant.
Bien que la population esclave de Constantinople ait généralement fluctué, diverses sources permettent d'en déterminer l'ampleur à différentes époques, principalement les documents de chancellerie. L'historien Halil İnalcık démontre que la population totale d'esclaves, de prisonniers de guerre et de butins à Constantinople s'élevait à 60 000 personnes en 1568 et à 100 000 en 1609, soit 1/50e de la population de la ville.

## Esclavage ottoman en Europe de l’Est

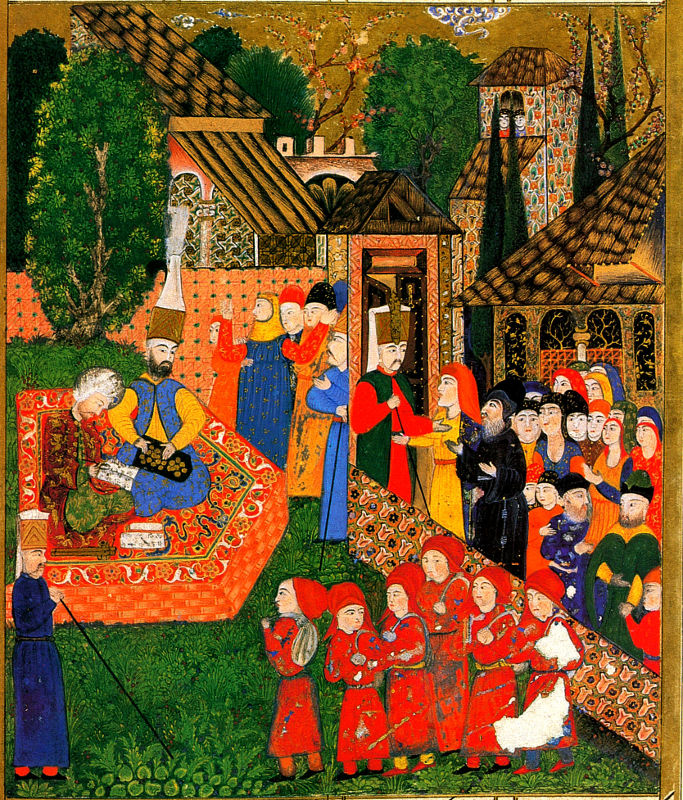
Peinture ottomane des enfants des Balkans capturés comme soldats-esclaves dans le système du devchirmé (v. 1558).

Dans le « devchirmé », qui signifie « ramassage » ou « récolte » (d’enfants), les jeunes chrétiens des Balkans et d’Anatolie étaient pris à leurs familles, convertis à l’islam et enrôlés dans la plus célèbre branche des Kapıkulu, les janissaires, classe spéciale de soldat de l’armée ottomane qui est devenue une faction décisive dans les invasions ottomanes en Europe. La plupart des commandants militaires des forces ottomanes, les administrateurs impériaux, dirigeants de facto de l’Empire, comme Pargalı Ibrahim Pacha ou Sokollu Mehmet Pacha, ont été recrutés de cette façon,. En 1609, les forces Kapıkulu du sultan furent augmentées à environ 100 000.

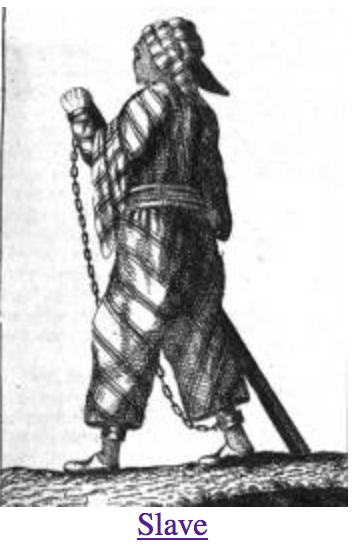
Esclave enchaîné dans l'Empire ottoman (1783).

L’esclavage domestique n’était pas aussi commun que l’esclavage militaire. Une liste de domaines appartenant à des membres de la classe dirigeante conservée à Edirne entre 1545 et 1659, fait apparaître que 41 domaines sur 93 possédaient des esclaves. Le nombre total d’esclaves dans les plantations était de 140 : 86 hommes et 54 femmes. 134 d’entre eux portaient des noms musulmans, l’une était chrétienne, 5 ne sont pas définis. Certains de ces esclaves semblent avoir été employés dans les fermes. En raison de l’utilisation massive des esclaves guerriers et à cause de sa propre capacité d’achat élevée, la classe dirigeante est sans contredit le plus grand groupe qui ait conservé le marché d’esclaves en activité dans l’Empire ottoman.

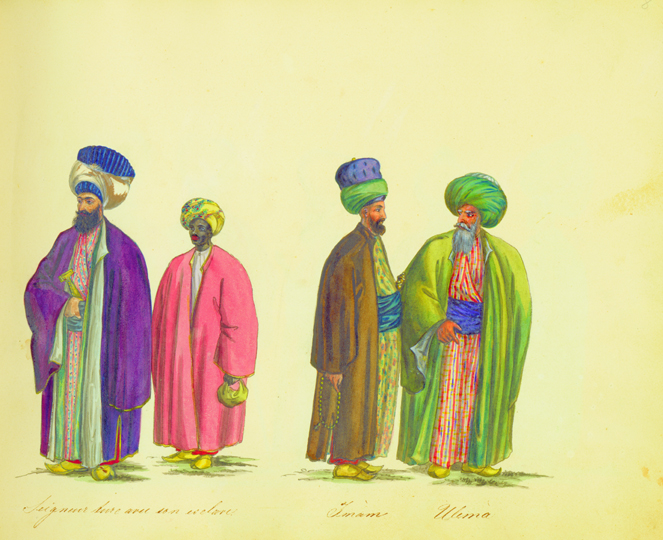
Seigneur turc avec son esclave, Auguste de Henikstein (1825).

L’esclavage rural était en grande partie un phénomène endémique à la région du Caucase qui a fourni les marchés d'Anatolie et de Roumélie jusqu'à la grande déportation des Circassiens par les Russes en 1864. Les Ottomans intervenaient de façon parfois sélective dans les conflits qui apparaissaient souvent au sein de la communauté immigrée.
Le khanat de Crimée a entretenu un immense commerce d’esclaves avec l’Empire ottoman et le Moyen-Orient jusqu’au début du XVIIIe siècle. Les Tatars de Crimée se livraient à la chasse aux esclaves parmi les paysans slaves dans des opérations appelées « récolte de la steppe ». La république des Deux Nations et la Russie subirent une série d'invasions tatares, dont le but était de razzier, piller et capturer des esclaves dans « jasyr ». La zone frontalière au sud-est fut dans un état de guerre semi-permanent jusqu’au XVIIIe siècle. On estime que jusqu’à 75 % de la population de Crimée se composait d’esclaves ou d'affranchis et une grande partie de la population libre était impliquée dans la traite. D'autres étaient revendus sur les marchés méditerranéens : sur 2 483 rameurs esclaves délivrés par les Hospitaliers de l'ordre de Saint-Jean de Jérusalem entre 1652 et 1661, 65,3 % venaient de Pologne, Russie et Ukraine.

## Razzias barbaresques

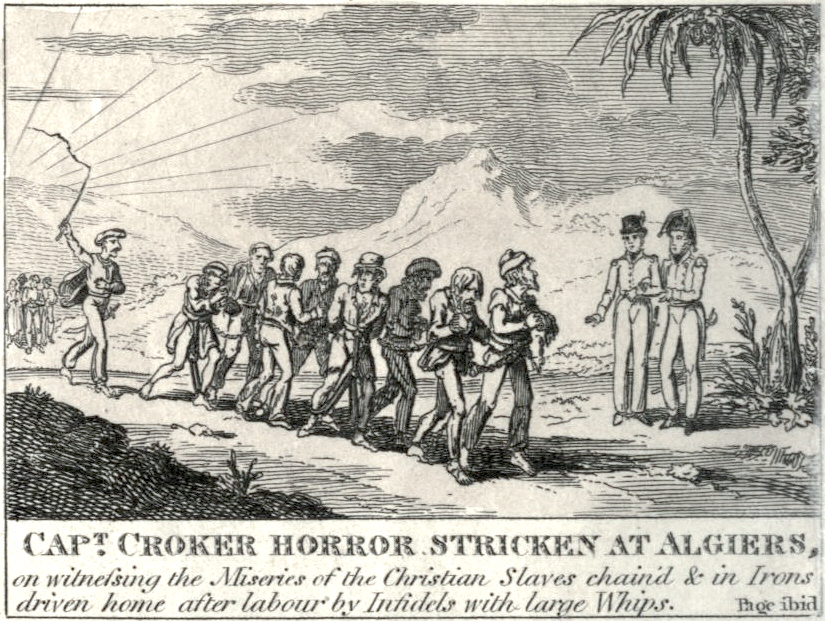
Illustration d’un capitaine britannique horrifié en voyant les chrétiens travailler comme esclaves dans Alger en 1815.

Entre le XVIe et le XIXe siècle, des centaines de milliers d’Européens ont été capturés par les pirates barbaresques et vendus comme esclaves en Afrique du Nord et l’Empire ottoman,. Ces raids d’esclaves ont été réalisés en grande partie par les Arabes et les Berbères plutôt que les Turcs ottomans. À la belle saison, les corsaires opéraient des razzias à terre ou capturaient les vaisseaux chrétiens. Les pirates « mettaient les marins et les passagers nus sur le pont, ne reculaient devant aucune indiscrétion pour découvrir les bijoux, et inspectaient leurs vêtements et leurs mains pour deviner leur position sociale »

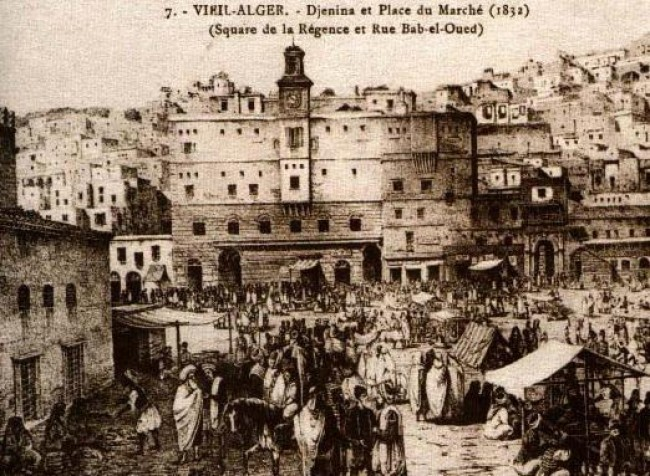
Marché aux esclaves, Alger, 1832.

Au plus fort de la traite des esclaves de Barbarie aux XVIe et XVIIe siècles, les États barbaresques étaient soumis à l’Empire ottoman et gouvernés par des pachas ottomans. En outre, de nombreux esclaves capturés par les corsaires barbaresques ont été vendus à l’est dans les territoires ottomans avant, pendant, et après la période de domination ottomane de la côte des Barbaresques. Au marché aux esclaves, les clients sont souvent des armateurs de navires corsaires en quête de rameurs (galériens) et des propriétaires terriens : « Les chalands examinaient les captifs comme des bêtes au foirail, inspectaient leurs dents, leurs yeux et leurs mains, tâtaient leurs chairs et les faisaient marcher, sauter et cabrioler à coups de bâton ». La valeur variait selon l'usage ou le bénéfice qu'espérait en tirer l'acheteur : jeunes filles et jeunes garçons sont les plus côtés, et les gens de qualités dont on espère tirer une rançon sont particulièrement recherchés.
Vers 1750, la population d'Alger - dont la prospérité décroît depuis un siècle - dépasse les 100 000 habitants dont 5 000 miliciens janissaires, auxquels il faut ajouter environ 30 000 esclaves répartis dans six bagnes (dont celui du roi). Vers la fin de la Régence d'Alger, les esclaves ont toujours à leur tête un gardien-bachi turc qui inspecte quotidiennement le bagne du deylik auquel il est attaché, pour punir ceux qui ont commis des infractions, répartir les tâches journalières des esclaves et tenir le dey au courant de tout ce qui se passe,.

## Esclaves zanjs

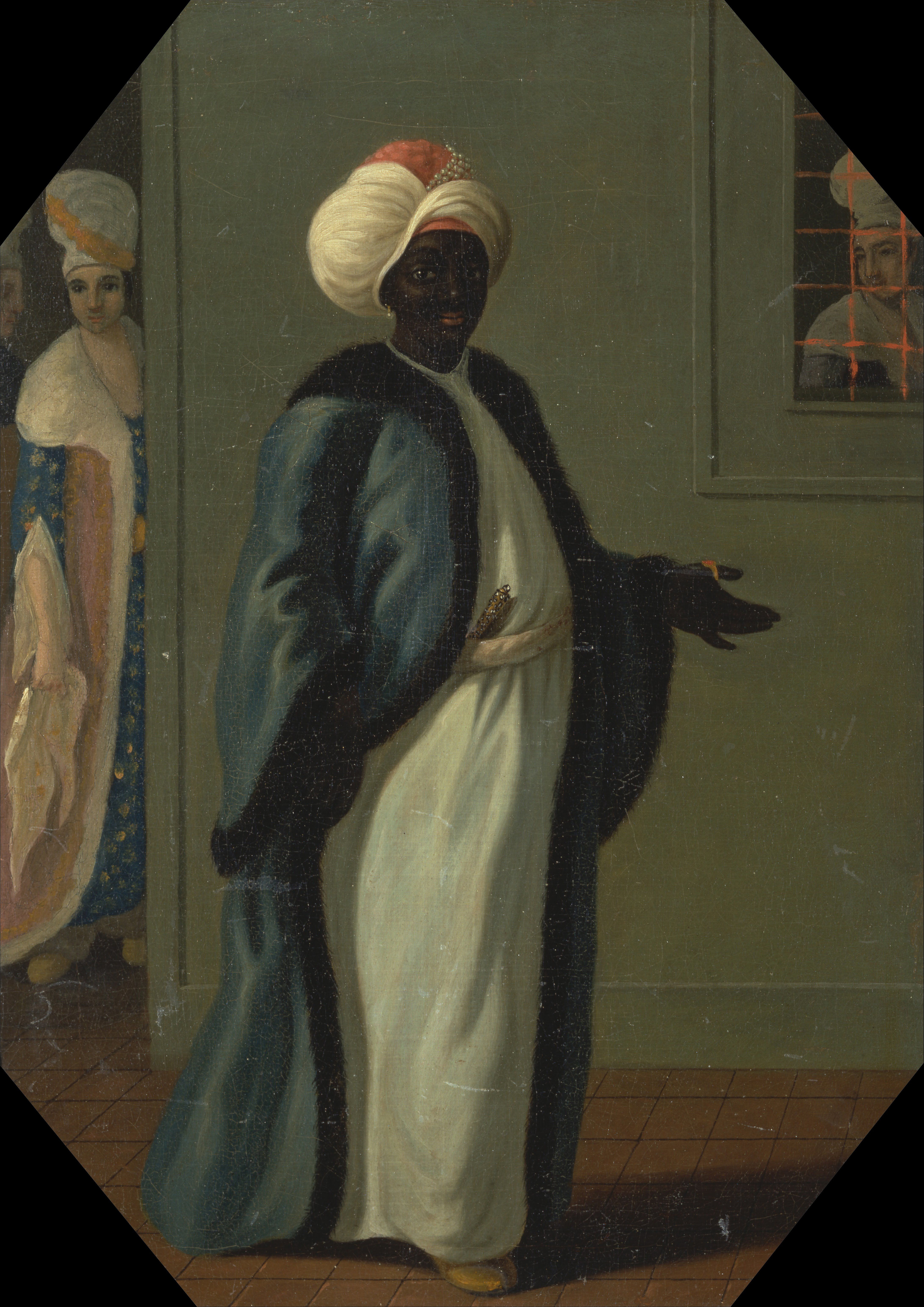
Kisler Aga, chef des eunuques noirs et premier gardien du sérail, tableau de Francis Smith (entre 1763 et 1779).

Les restrictions imposées à l’asservissement des musulmans et des « gens du Livre » (juifs et chrétiens) par l’islam ont fait des territoires païens d’Afrique une source d’esclaves recherchée. Connus sous le nom de « Zanj » (de l'arabe Zanj (زنج), signifiant « Noir »), ces esclaves venaient essentiellement la région des Grands Lacs africains ainsi que de l’Afrique centrale, soit réparties aujourd'hui entre le Mozambique, la Tanzanie, le Kenya et la Somalie, ainsi que les îles côtières (archipel de Zanzibar, Comores…), et on y inclut parfois la côte musulmane (nord-ouest) de Madagascar.
Les Zanj étaient employés dans les ménages et à l’armée comme esclaves-soldats. Généralement inférieurs aux esclaves européens et caucasiens, certains ont néanmoins réussi à s’élever au rang de fonctionnaires de haut rang,.
Aujourd’hui, des dizaines de milliers d’Afro-Turcs descendants des esclaves zanjs de l’Empire ottoman vivent dans la Turquie moderne. L’Afro-Turk Mustafa Olpak a fondé la première organisation officiellement reconnue d’Afrikalılar Kültür ve Dayanışma Derneği (Société de la Culture et de la solidarité des Africains) à Ayvalık. Olpak affirme qu’environ 2 000 anciens esclaves africains ont survécu et vivent dans la Turquie moderne.

## Marché des esclaves féminines

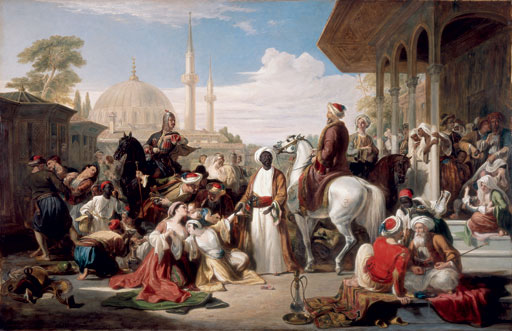
« Le marché aux esclaves de Constantinople », David Allan (1838)

Le marché ou bazar aux esclaves féminines est appelé (en)Avret Pazarları (turc ottoman : عورة پازار , signifiant « marchés privés » ). Il est situé à Constantinople / Istanbul et en activité du milieu du XVe siècle au début du XXe siècle. L'État ottoman réglementait le marché des esclaves et imposait des taxes sur chaque transaction d'esclaves (1/40e de la valeur de l'esclave). Il existait une guilde de marchands d'esclaves (appelée esirci esnafi), dirigée par un cheikh (l'esirci seyhi), qui était élu par les membres de la guilde et nommé par décret du sultan.

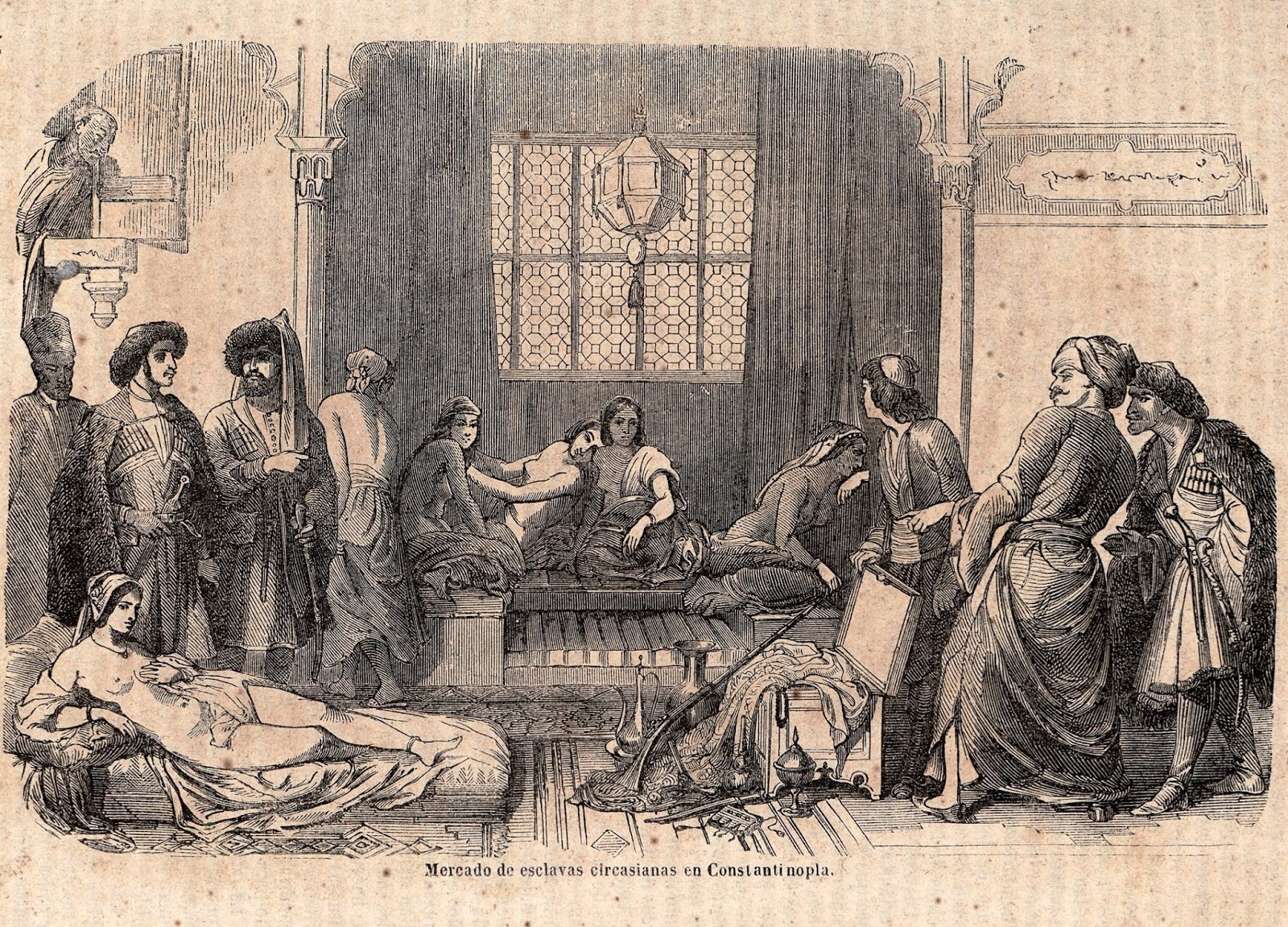
« Marché aux esclaves circassiens à Constantinople ».

Du XVe et XVIIIe siècles, un nombre important de captives sont transportées à Constantinople depuis divers fronts de guerre, notamment de Grèce, des Balkans, des rives nord-est de la mer Méditerranée et de certaines parties de l'Europe du Sud-Est situées au nord de la mer Noire, comme la Géorgie et la Circassie actuelles du Caucase. Souvent toute jeunes, les femmes noires et blanches étaient capturées dans plusieurs régions d'Afrique, d'Asie et d'Europe par des corsaires, des Tartares et divers marchands d'esclaves.

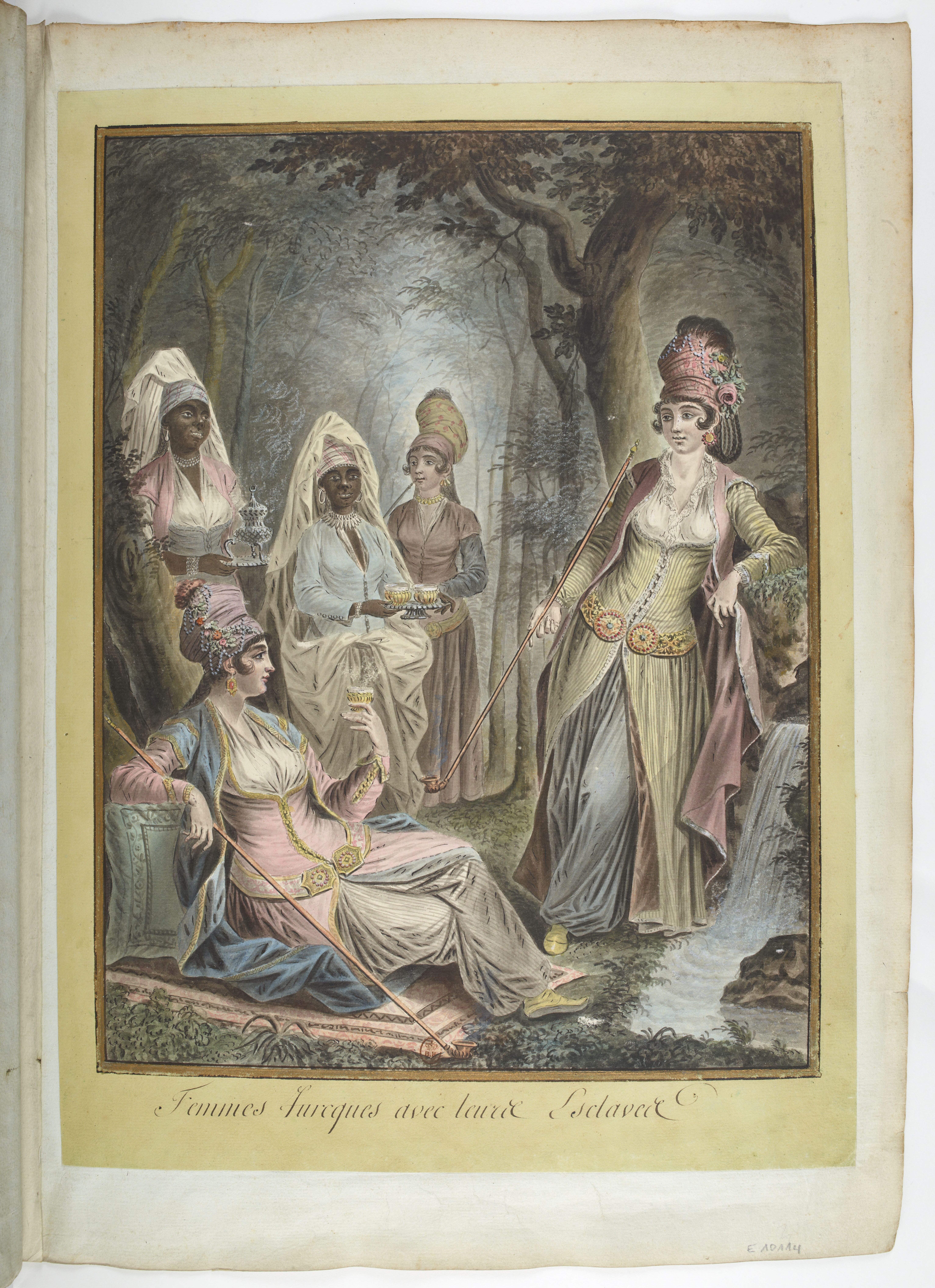
Femmes Turques avec leurs esclaves, François-Marie Rosset (1790).

Ensuite, elles étaient vendues sur les marchés de Constantinople d'Avret Pazarları. Les esclaves blanches vendus aux riches étaient présentés aux clients dans des salles fermées. Les esclaves féminines étaient souvent valorisées en fonction de leurs attributs physiques, comme leur beauté et leur talent pour le divertissement, en particulier lorsqu'elles étaient choisies comme esclaves ou concubines par des hommes d'élite. Les principales femmes vendues comme esclaves sexuelles (appelées Cariye) étaient pour les plus chères les Circassiennes (réduites en esclavage par les Tatars de Crimée puis vendues à l'Empire ottoman), les Syriennes (venant des côtes d'Anatolie) et les Nubiennes pour les moins chères. Les jeunes filles blanches, vierges et belles recevaient des prix plus élevés. Toutefois, de nombreux ménages possédaient également des esclaves féminines, les employant comme domestiques.

Ottaviano Bon, un ambassadeur italien du début du XVIIe siècle, a observé le Avret Pizary de Constantinople où les femmes sont achetées et vendues comme, selon lui, des animaux – leur pays d'origine étant vérifié et leur corps examiné minutieusement pour s'assurer que l'acheteur ne se sentait pas escroqué :
« À cet effet, il existe à Constantinople un marché public fermé où, chaque mercredi, des esclaves féminines de toutes sortes sont achetées et vendues aux enchères, et tout le monde s'y rend librement pour les acheter... »
Si les femmes turques libres donc musulmanes ne pouvaient être réduites en esclavage et bénéficiaient d'une certaine protection légale contre l'exploitation sexuelle, les étrangères non musulmanes y étaient entièrement exposées et n'avaient aucune voie d'appel en recours ; l'exploitation sexuelle des femmes esclaves n'était pas punie légalement, sauf prostitution publique donc avérée. Bien qu'il existât une législation sur les femmes esclaves, ancrée dans la loi islamique, elle était souvent violée sans souvent porter préjudice aux auteurs d'infraction. Dans la société ottomane, toute capacité d'action acquise par une esclave se faisait souvent au détriment de celle des autres femmes. Qu'elles soient régies par la loi ou la charia, la capacité des esclaves à faire preuve d'initiative et à acquérir une capacité d'action restait limitée.

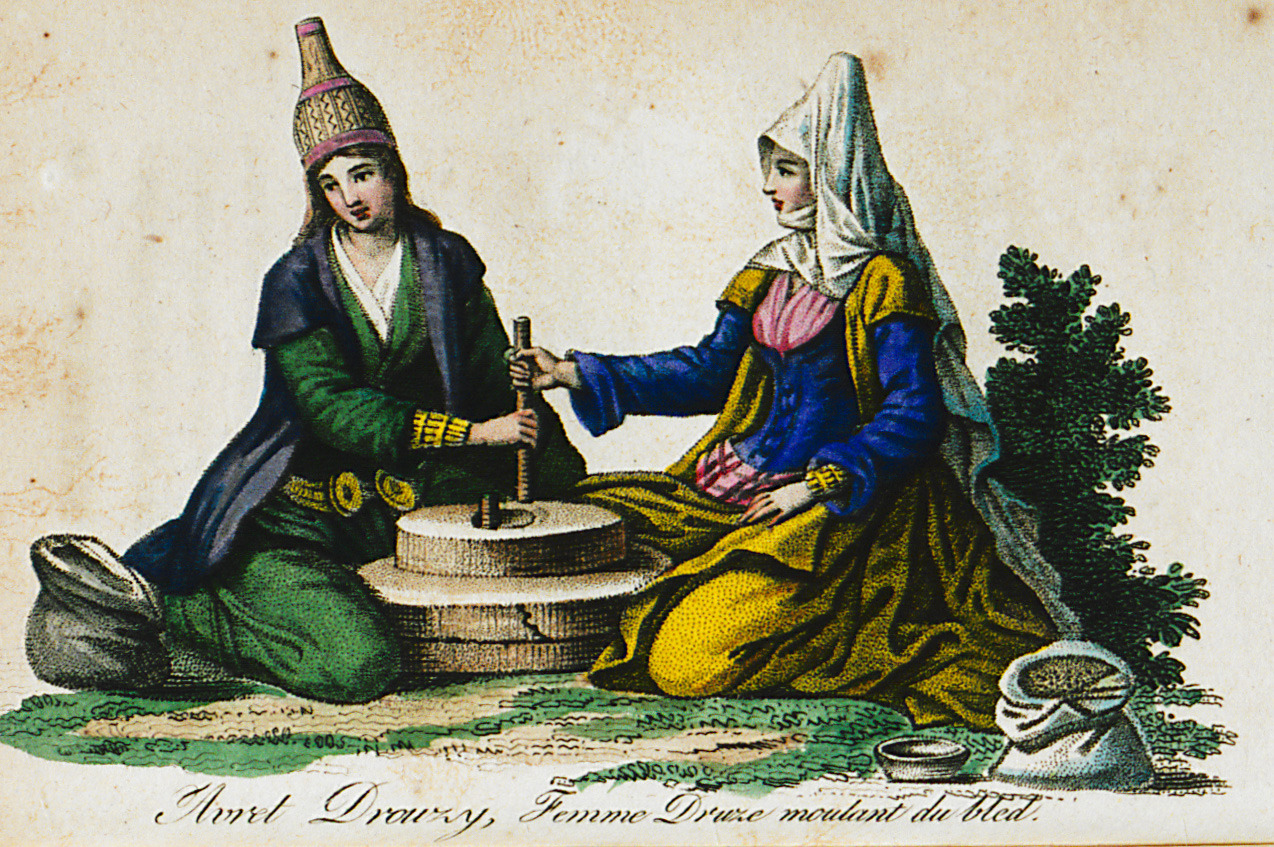
« Avret Drouzy, femme druze moulant du bled », A.-L. Castellan (1812).

Réduites en esclavage, les femmes étaient vendus aussi bien aux roturiers qu'à l'élite, dont les membres du palais impérial. Les médias turcs contemporains négligent souvent l'esclavage des femmes, qu'elles soient issues de l'élite ou du peuple, et se concentrent davantage sur les esclaves relativement privilégiées du harem impérial ottoman ou sur les esclaves qui ont accédé à un statut élevé. Cependant, des descriptions de l'époque ottomane mentionnent des esclaves appartenant à des roturiers dans des récits d'esclaves contemporains, des récits de voyageurs,,,, des chansons folkloriques,, des romans turcs ottomans tardifs, et des poèmes des XIXe et XXe siècles. Ainsi, en histoire comme dans les études classiques sur l'historiographie ottomane, les esclaves non élites et les femmes sont sous-représentés.

Marché aux esclaves, J.-L. Gérôme (1866).

Les témoignages et descriptions montrent en outre que lors des ventes, leur pudeur n'est pas ménagée. Conformément à la représentation picturale des femmes vendues au marché aux esclaves dans la veine orientaliste, les captives sont souvent montrées nues et manipulées en public. En effet, elles sont fréquemment victimes d'exploitation sexuelle - leur sexualité étant considérée comme la propriété personnelle de leurs maîtres. Parallèlement, si les femmes esclaves peuvent circuler plus librement dans l'espace public par rapport aux musulmanes libres, il arrive que cela les mette en danger.
(en) Georges de Hongrie (XVe siècle) était un esclave ottoman qui a réussi à s'échapper, après 20 années d'esclavage et à se reconvertir au christianisme, documentant plus tard ses expériences : 
« Là, ils sont examinés et dépouillés… les parties intimes des hommes et des femmes sont manipulées et exposées à tous. Nus, ils sont contraints de courir, de marcher et de sauter devant tout le monde, afin qu'il soit clairement visible s'ils sont malades ou en bonne santé, hommes ou femmes, vieux ou jeunes, vierges ou corrompus… ».... « Là, le fils est vendu sous le regard affligé de la mère. Là, la mère est amenée à la confusion et à l'humiliation du fils. Là, la femme est moquée comme une prostituée et livrée à un autre homme, sous le regard rouge de son mari. Là, un petit enfant est arraché du sein de sa mère, tandis qu'elle est vendue, bouleversée par toutes ses émotions profondes ».

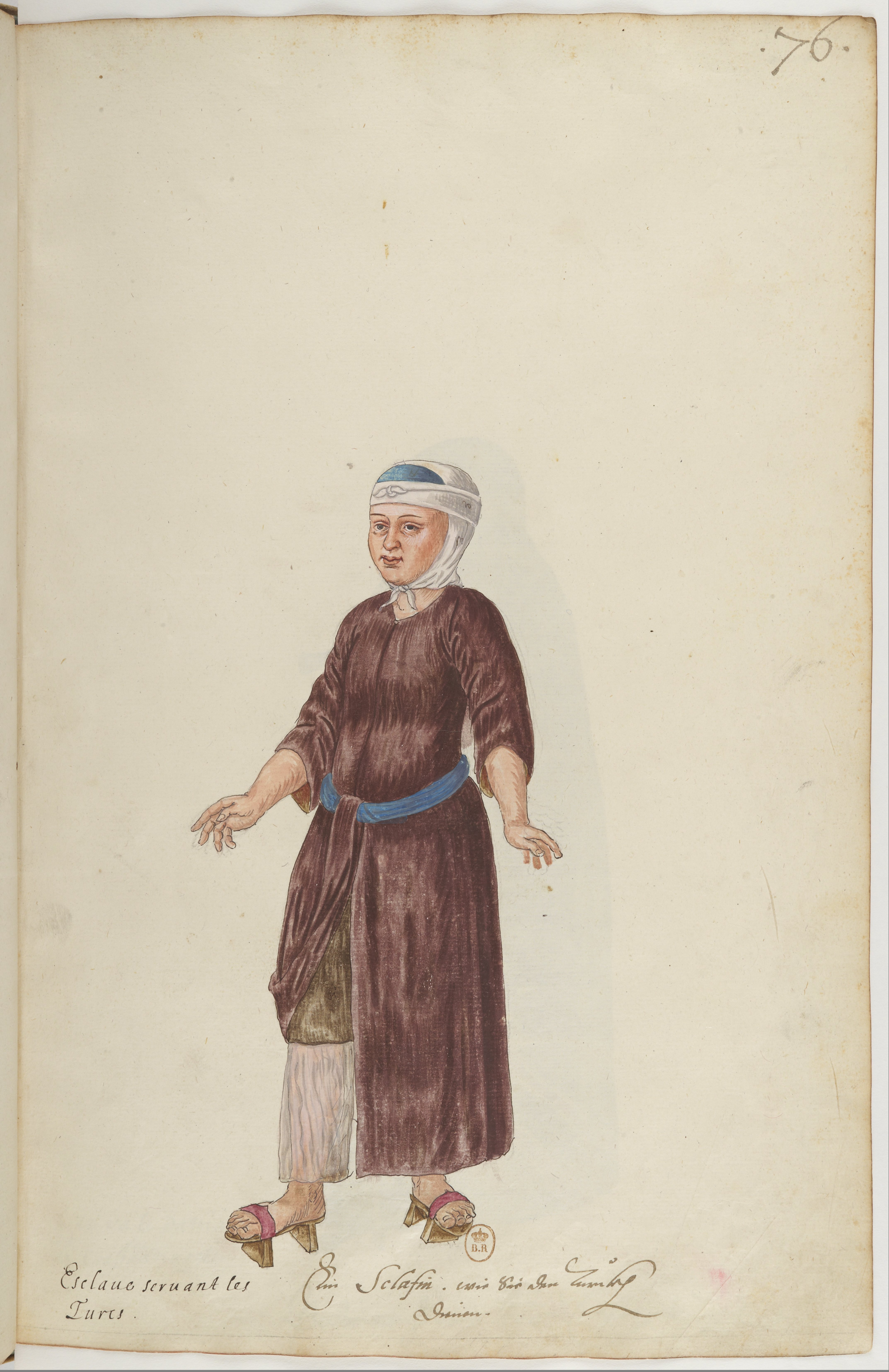
« Esclave servant les turcs ».

Au fil des siècles, Constantinople de vient une plaque tournante pour les esclaves captifs, en particulier les femmes. Contrairement à la traite atlantique, le ratio hommes-femmes de la traite ottomane présente souvent une proportion plus élevée de femmes par rapport aux hommes, suggérant une préférence dominante pour l'esclavage féminin. L'incitation à importer des esclaves féminines (souvent européennes) résidait dans le concubinage (câriyelik) et la reproduction, même si d'autres d'entre elles étaient également amenées principalement pour effectuer des tâches ménagères.
Le marché aux esclaves d'Avret Pazarları est officiellement fermé lors de la dissolution du marché aux esclaves de Constantinople en 1846-1847, bien qu'en pratique la traite des esclaves dans la ville ait continué plus ou moins clandestinement jusqu'au début du XXe siècle. Au début des années 1930, des rapports font encore état de vente illégale de jeunes filles.

## Esclaves au harem impérial

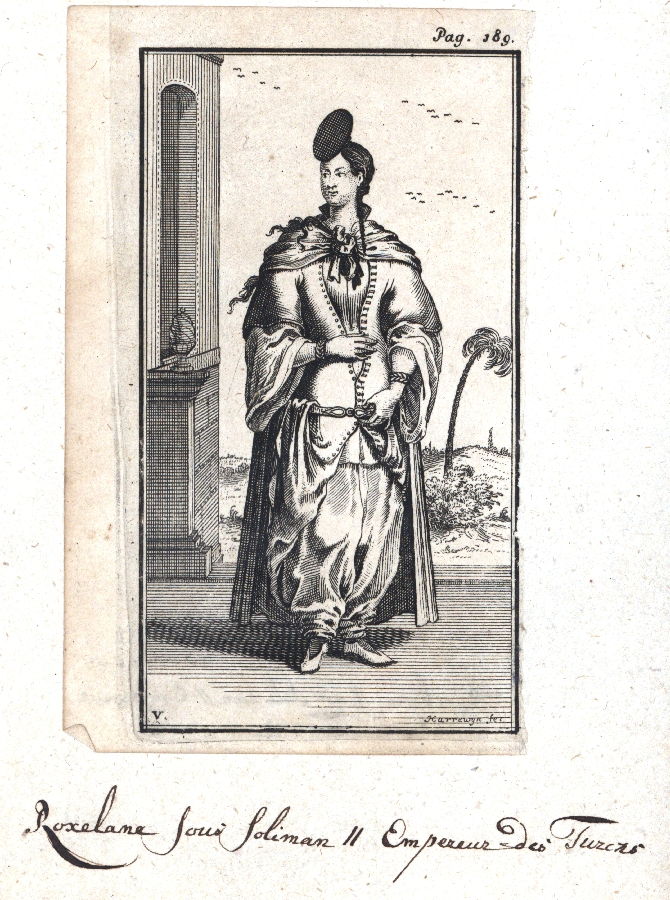
Roxelane par J. Harrewyn (av. 1727).

Les concubines du sultan ottoman étaient principalement des esclaves, généralement d’origine chrétienne, achetées. Les concubines du palais du sultan étaient réparties sur cinq classes : Acemiler, Cariyeler, Şakirler, Ustalar, Gedikliler et Kadın pour le rang le plus élevé. La favorite du sultan est appelée ikbal. S'il y avait plusieurs ikbals, la préférée était appelée « ikbal principale ». Si l'une des épouses du sultan mourait ou tombait en disgrâce, elle prenait sa place et recevait le titre de Kadın. Seules les ikbals enceintes du sultan devenaient immédiatement Kadın. Elles étaient considérées comme les épouses des souverains, leur nombre allant de quatre à sept. Les plus aimées étaient appelées Haseki, et celles qui avaient des enfants étaient appelées Haseki Sultan.
Bien que techniquement esclave, la mère d’un sultan, recevait le titre extrêmement puissant de sultane validé qui l’élevait au rang de dirigeant de l’Empire. Kösem, fille d’un prêtre chrétien grec, qui a dominé l’Empire ottoman pendant les premières décennies du XVIIe siècle en représente un exemple notable. Roxelane, l’épouse préférée de Soliman le Magnifique, en est un autre exemple.
Le nombre de concubines du harem impérial variait d'une époque à l'autre. La première liste indiquant le nombre de concubines date de la période de Mahmoud Ier (1730-1754) et s'élève à 456 femmes. Ce nombre passe à 688 sous Abdülmecid (1839-1861) et à 809 sous Abdülaziz (1861-1876). Les concubines étaient gardées par des esclaves eunuques, souvent originaires de l’Afrique païenne, commandés par le Kizlar Agha (« agha des [esclaves] filles »).

### Eunuques

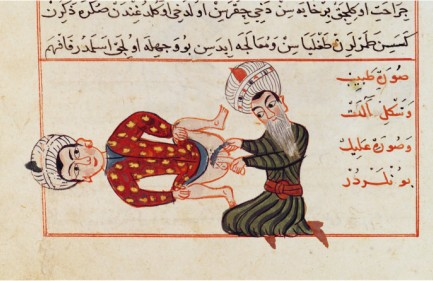
Illustration médicale d’une castration par Sharaf ad-Din (Iran), v. 1466.

Alors que la loi islamique interdit l’émasculation d’un homme, les Éthiopiens, qui n’avaient pas ces scrupules, réduisaient en esclavage des membres des territoires au sud pour les émasculer et les vendre comme eunuques à la Porte ottomane,. 

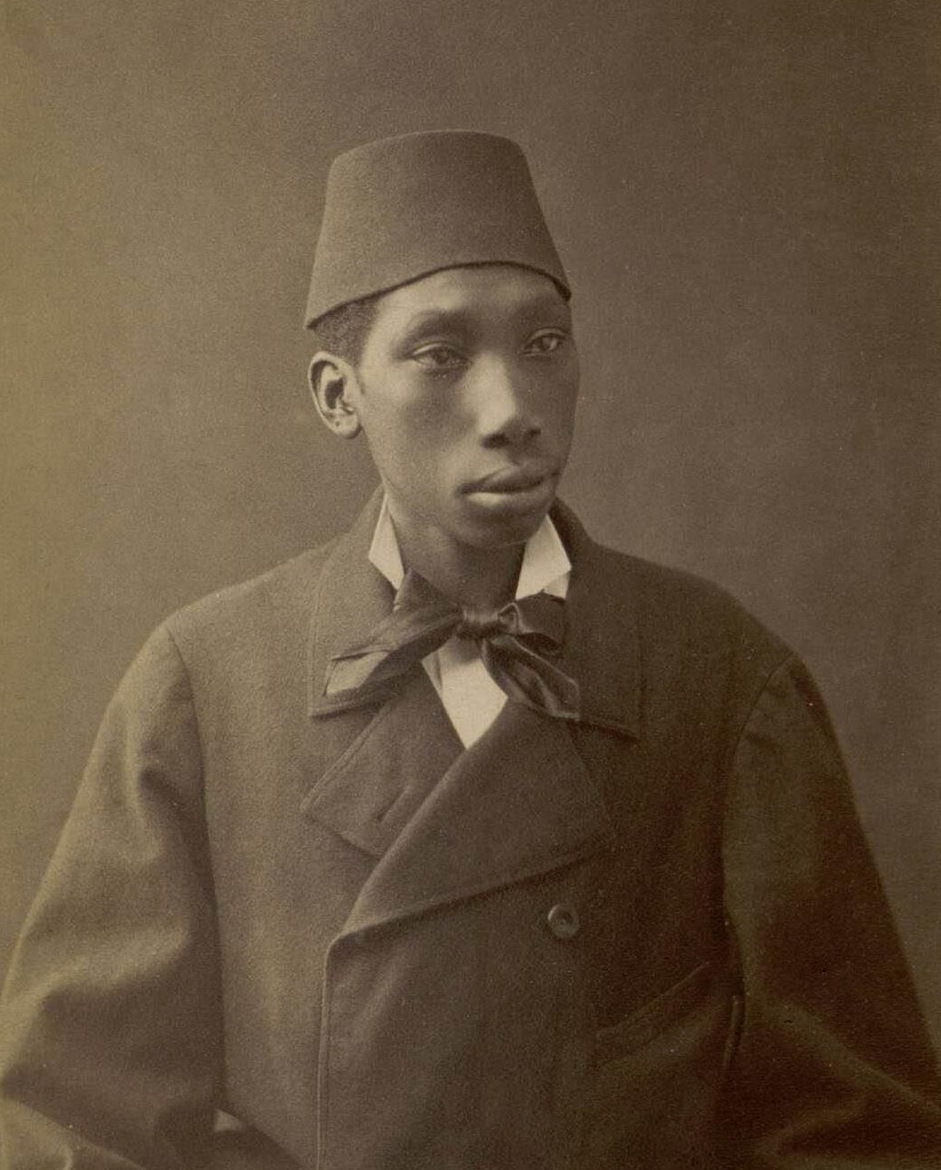
Eunuque noir du sultan ottoman, v. 1870.

L’Église copte orthodoxe a largement participé au commerce des esclaves eunuques. Les prêtres coptes tranchaient le pénis et les testicules des garçons vers l’âge de huit ans.
Les eunuques résultant de cette castration étaient ensuite vendus dans l’Empire ottoman. La majorité des eunuques ottomans a enduré la castration aux mains des Coptes à Abou Gerbe, monastère sur le mont Ghebel Eter. Des garçons-esclaves ont été capturés dans la région africaine des Grands Lacs et d’autres domaines dans le Soudan comme au Darfour et Kordofan puis vendus à des clients en Égypte,. Pendant l’opération, l’ecclésiastique copte enchaînait les garçons à une table puis tranchait leurs organes sexuels externes, et utilisait une sorte de cathéter de bambou en l'insérant dans la région génitale permettant ainsi d'éviter que les chairs ne bouchent le canal urinaire, enfin, celui-ci les immergeait dans le sable jusqu’au cou. Seuls 10 % des nouveaux castrés survivaient. Les eunuques résultant récupéraient de gros bénéfices contrairement aux eunuques provenant d’autres régions,,.
Ils sont formés à leur rôle futur et sont dirigés par le « Grand eunuque » gouvernant le harem : c'est le troisième personnage de l'État après le sultan et le grand vizir. Ils ne sont supposés veiller qu'à la virginité et au maintien de l’ordre dans le harem. Mais après Soliman, ils vont avoir un rôle essentiel de messagers entre le royaume des femmes et le reste du palais, car seuls autorisés à faire la navette entre ces deux mondes. Le silence étant imposé dans le harem, ils communiquent par un langage des signes inventé par Soliman. Ils doivent souvent faire preuve d’autorité pour séparer des femmes prêtes à s’entretuer pour sauver leur fils d’une mort certaine si leur frère devient sultan (cas d'Hurrem et de Mahidevran (la mère de Mustafa) qui manquèrent de s'entretuer). Ils se chargent également de l'éducation de ces princes héritiers, leur apprennent un métier d'art (orfèvrerie, sculpture du bois) et mettent à leur disposition un harem de femmes stériles.

## Esclavage sexuel

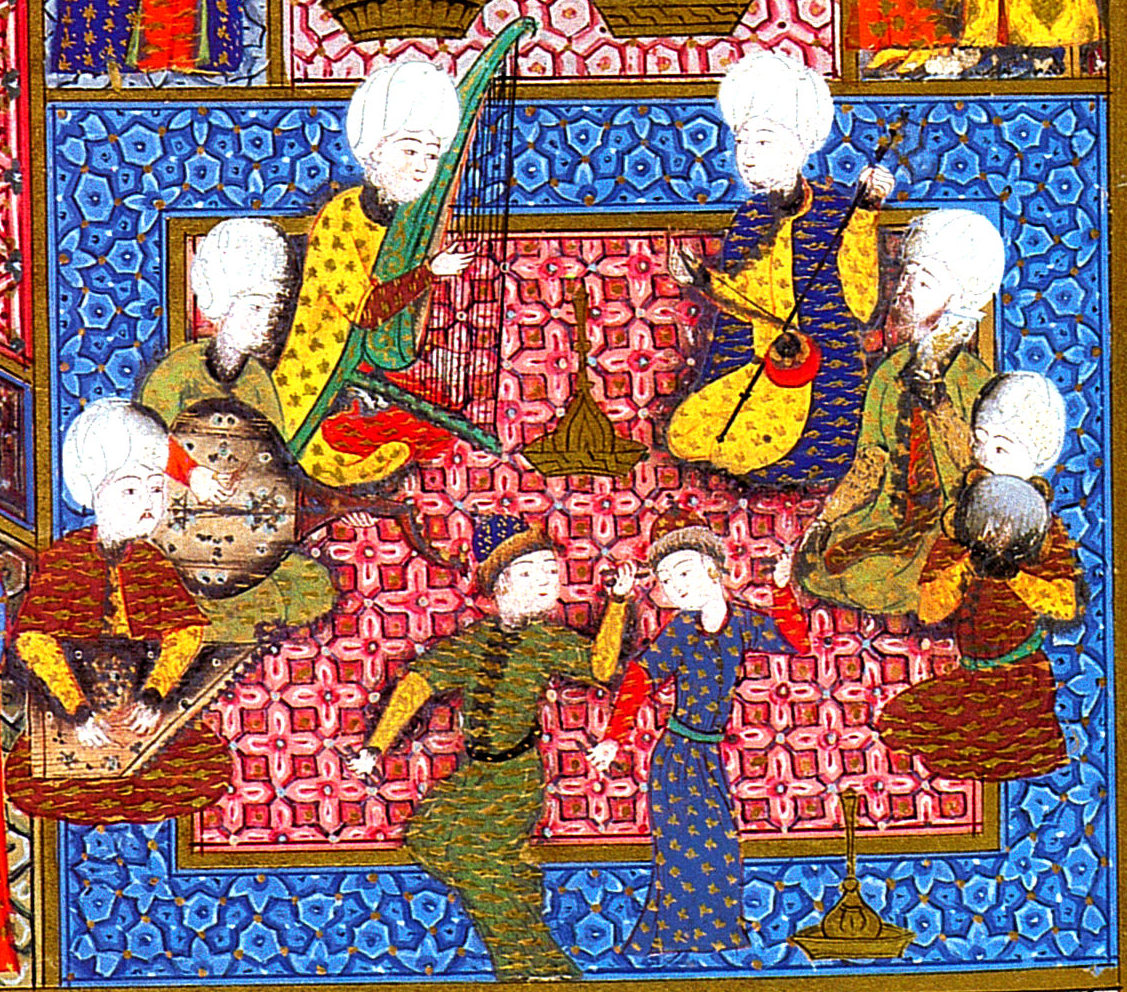
Jeunes köçeks (imberbes) dansant au centre et musiciens (v. 1530).

Les Circassiennes, les Syriennes et les Nubiennes étaient les trois ethnies principales de femmes vendues comme esclaves sexuelles dans l’Empire ottoman. Décrites comme belles et à la peau claire, les Circassiennes étaient fréquemment envoyées par les chefs circassiens comme cadeaux aux Ottomans. Elles étaient les plus chères et les plus populaires parmi les Turcs. Les deuxièmes en popularité étaient les Syriennes aux yeux noirs, aux cheveux noirs et à la peau brun clair, qui venaient en grande partie des régions côtières de l’Anatolie. Décrites comme « jolies lorsqu’elles étaient jeunes », leur prix pouvait atteindre 20 $ en 1886. Les Nubiennes étaient les moins chères et les moins populaires. 

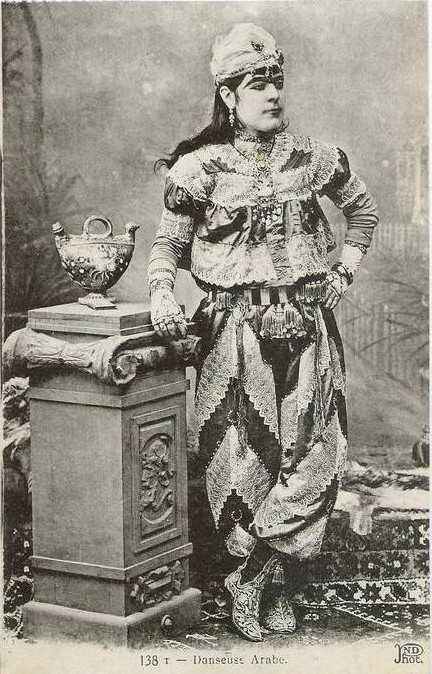
Photographie prise au XIXe siècle d’un Köçek, jeune esclave travesti parfois utilisé à des fins homosexuelles.

Tout au long des XVIIIe et XIXe siècles, l’esclavage sexuel ne fut pas seulement au cœur de la pratique ottomane, mais une composante essentielle de la gouvernance impériale et la reproduction de l’élite sociale.
Les garçons dhimmis (juifs et chrétiens) pris dans le devchirmé travaillaient le plus souvent dans des lieux comme les hammams ou les cafés, mais ils pouvaient également servir d’esclaves sexuels, devenant masseurs, Köçek (en) ou Saqi tant qu’ils étaient jeunes et imberbes et attisaient le désir.

## Déclin et suppression de l’esclavage ottoman
L’intervention des Européens au cours du XIXe siècle a forcé l’Empire ottoman à commencer de tenter de mettre un frein à la traite des esclaves, considérée jusque-là depuis le début de l’Empire comme légale par la loi ottomane, les autorités russes ont également mené l’une des importantes campagnes contre l’esclavage et la traite ottomane dans le Caucase.
Une série d’actes juridiques limitant l’esclavage d’abord des Blancs puis de toutes les races et religions fut émis. En 1830, les esclaves blancs, catégorie comprenant les Circassiens, qui avaient l’habitude de vendre leurs propres enfants, les Grecs qui s’étaient révoltés contre l’Empire en 1821 et quelques autres, furent affranchis par un firman du sultan Mahmoud II. En octobre 1854, un autre firman abolissant le commerce des enfants circassiens fut pris. En 1857, un firman fut promulgué au pacha d’Égypte et en 1858, un ordre aux vizirs de diverses autorités locales du Proche-Orient, tels que les Balkans et Chypre, interdisant le commerce des esclaves zanjs, sans pour autant ordonner la libération de ceux déjà réduits en esclavage. Selon l'historien Olivier Grenouilleau, à partir de 1857, le commerce d'esclaves (non l'esclavage) est proscrit dans l'Empire, sauf pour la province sacrée du Hedjaz.
L’esclavage et la traite des esclaves a néanmoins continué pendant des décennies dans l’Empire ottoman, en l’absence de punitions pour soutenir les textes juridiques émis. Ce n’est que le 20 juillet 1871 qu’une circulaire introduisit la peine d’un an de prison pour ceux qui pratiquaient la traite.
La traite des esclaves fut ensuite expressément interdite grâce à l’habile exploitation de failles techniques dans l’application de la charia, qui autorise l’esclavage. Par exemple, aux termes de la nouvelle application de la charia, quiconque capturé comme esclave ne pouvait être conservé en esclavage s’il avait été musulman avant sa capture. De même, il était impossible de les capturer légitimement en l’absence de déclaration de guerre formelle par le sultan, seul habilité à le faire. Comme les derniers sultans ottomans souhaitaient en finir avec l’esclavage, ils n’autorisèrent pas les raids destinés à capturer des esclaves, ce qui revenait dans les faits à rendre illégal l’obtention de nouveaux esclaves, bien que ceux qui étaient déjà esclaves le restaient,.
En 1890, l’Empire ottoman et seize autres pays signent la Convention de Bruxelles réprimant la traite des esclaves en Afrique et dans l'océan Indien.
Cependant, la contrebande persiste jusqu'au début du XXe siècle et après la Première Guerre mondiale. Ainsi, en octobre 1895, une circulaire du ministère de l’Intérieur mettait en garde les autorités locales de ce que certains navires à vapeur dépouillaient les marins zanjs de leurs « certificats de libération » pour les jeter en esclavage. Une autre circulaire de la même année révèle que certains esclaves zanjs nouvellement libérés étaient arrêtés sur la base d’accusations infondées, emprisonnés et contraints de retourner chez leurs seigneurs. Une instruction du ministère de l’Intérieur du Vali de Bassora de 1897 ordonnait que les enfants d’esclaves libérés devaient recevoir des certificats de libération distincts pour éviter à la fois d’être eux-mêmes asservis et séparés de leurs parents. Le deuxième secrétaire de l’ambassade britannique à Constantinople, George Young, écrivait dans son Corps de droit ottoman (1905) qu’au moment où paraissait son ouvrage, la contrebande d'esclaves demeurait active. Henry Morgenthau Senior, qui fut ambassadeur des États-Unis à Constantinople de 1913 à 1916, allègue dans ses mémoires que des esclaves blancs se négociaient encore durant son mandat à Constantinople.
La Turquie attend 1933 pour ratifier la convention de la Société des Nations de 1926 sur l'abolition de l'esclavage. Une loi interdisant explicitement l'esclavage est adoptée en 1964.